# Анапская
Ана́пская — станица в Краснодарском крае, входит в состав муниципального образования город-курорт Анапа. Административный центр Анапского сельского округа.

## География
Станица расположена в 2 км восточнее города Анапа, в 6 км от побережья Чёрного моря и песчаного пляжа, граничит с микрорайоном Алексеевским города Анапы.
В составе русского населения 32,4 % являются казачьим населением Кубанского казачьего войска.
В центре станицы расположен 2-й в городе-курорте подземный переход (трасса на Новороссийск).

## История
Станица основана казаками в 1836 году как станица Николаевская, в честь царя Николая I, упразднена в 1854 году. Станица Анапская на месте существовавшей ранее станицы была основана в 1862 году.

## Население
| 1979   | 2002    | 2010    | 2021    |
| ------ | ------- | ------- | ------- |
| 10 802 | ↗13 787 | ↗16 107 | ↘15 593 |

## Образование
В Анапской есть 2 школы: МБОУ СОШ № 12 и МБОУ СОШ № 21.

## Экономика
Станица окружена виноградниками. 
Православные храмы
- Церковь Вознесения Господня
- Часовня святого Николая Чудотворца

Римско-Католическая Церковь
- Приход Римско-Католической Церкви Святых Ядвиги и Либория.